# 文花
文花（日语：／ Bunka */?）是日本東京都墨田區的地名。已實施住居表示。設文花一丁目至三丁目。2013年8月1日為止的人口有10,662人。郵遞區號為131-0044。

## 地理
文花位於墨田區中央。墨田區役所東方約1.5公里。北鄰八廣，東接立花，南與江東區龜戶之間以北十間川為界，西通押上，西北連京島。町域南邊的北十間川是墨田區-江東區區界，北邊與東邊為明治通，南邊為淺草通，西邊為十間橋通。町域西南部是文花一丁目，東南部為二丁目，東武鐵道鐵路路廊北側為三丁目。

### 河川
- 北十間川（日语：北十間川）

## 歷史
1964年（昭和40年）實施新住居表示，吾嬬町西部分地區合併成立現行的文花。

### 地名由來
文花的「文」來自於此地多文教設施，「花」來自於吾嬬神社的祭神弟橘媛，音同「文化」。吾嬬神社所在的立花也是源自弟橘媛。

### 沿革
- 1966年（昭和41年）實施住居表示，成立文花一～三丁目。

## 交通

### 鐵路
- 東武鐵道
  - 東武龜戶線 : 小村井站

### 道路、橋梁
道路
- 都道
  - 306號王子千住南砂町線（明治通）
  - 453號本鄉龜戶線（淺草通）

橋梁
- 北十間川
  - 福神橋（都道306號線（明治通））
  - 境橋
  - 十間橋

## 設施
行政
- 墨田區役所文花出張所（文花一丁目）

治安
- 警視廳向島警察署（文花三丁目）

教育
- 區立中學校
  - 墨田區立文花中學校（文花一丁目）

企業
- 花王墨田事業場（東京工場）（文花二丁目）…工場用地內有花王神社。
- 不二硝子（文花二丁目）

## 備註
1. ↑  墨田区世帯人口現況8月分[永久]